# 幕田圭一

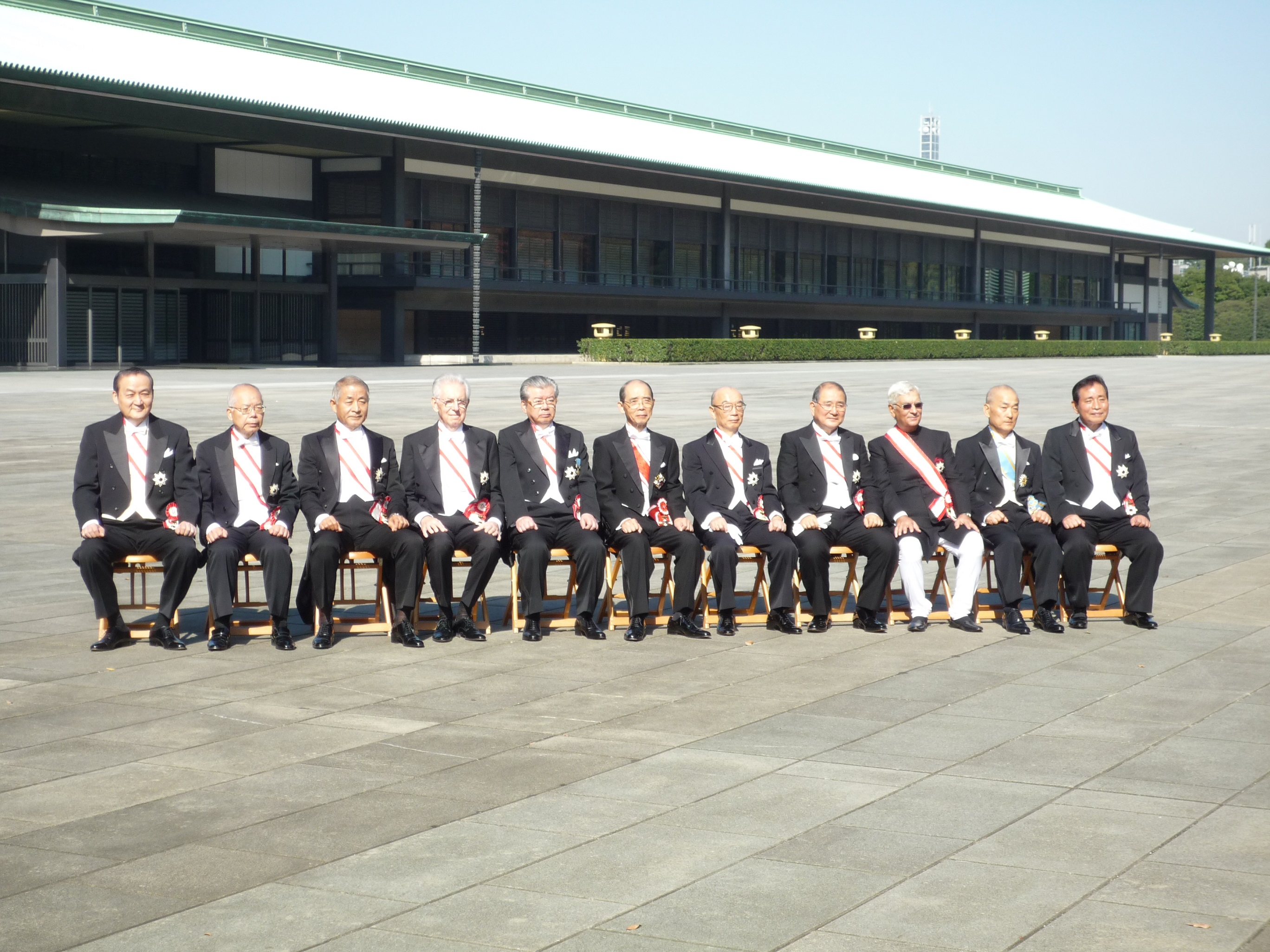
2015年11月5日、大綬章の親授式後の記念写真にて（左から5人目）

幕田 圭一（まくた けいいち、1935年〈昭和10年〉9月11日 - 2021年〈令和3年〉11月28日 ）は日本の元実業家。東北電力元社長、東北経済連合会会長を務めた。宮城県白石市出身。

## 人物
福島大学経済学部卒業後、東北電力入社。2001年に社長に就き、2002年の女川原発3号機の運転開始など電源開発を進め、燃料部門の経験を生かして調達先の多様化に取り組んだ。また任期中に2度の電気料金引き下げも決めた。2005年に会長に退く。
東北経済連合会会長時代には、2006年に東経連事業化センター、2007年に7県などと東北観光推進機構を設立し、東北経済の発展に尽力した。このほか、2006〜2015年には仙台フィルハーモニー管弦楽団理事長も務めた。
2021年11月28日午後8時6分、心不全のため仙台市の病院で死去。86歳没。

## 略歴
- 宮城県白石高等学校卒。
- 1958年（昭和33年）
  - 3月 福島大学経済学部卒。
  - 4月 東北電力入社。
- 1991年（平成3年）6月 常務取締役。
- 1997年（平成9年）6月 取締役副社長。
- 2001年（平成13年）6月 取締役社長[4]。
- 2005年（平成17年）
  - 5月 東北経済連合会会長[5]。
  - 6月 東北電力取締役会長。
- 2007年（平成19年）6月 東北観光推進機構会長[6]。
- 2009年（平成21年）6月 東北電力相談役。
- 2010年（平成22年）5月 東経連名誉会長。
- 2015年（平成27年）11月 旭日大綬章受章[7]。
- 2021年  (令和3年) 11月 死去。86歳没。